# Copa Rous 1987
La Copa Rous 1987 fue la tercera del torneo, en torno a la rivalidad de Inglaterra y Escocia. Por primera vez, se invitó a un tercer equipo para crear un torneo de tres equipos.
Con el fin de ganar más experiencia de jugar a la oposición de nivel superior, la FA invitó a Brasil para ser el tercer participante, quien posteriormente ganó la competición tras derrotar a Escocia en el último partido para llevarse el trofeo, siendo esta la única ocasión en la que lo ganó un equipo sudamericano.

## Resultados
| 19 de mayo de 1987, 20:00 | Inglaterra  | 1:1 (1:1) | Brasil     | Wembley Stadium, Londres                                             |                                                                      |
|                           | Lineker 35' | Reporte   | Mirandinha | Asistencia: 92.000 espectadores Árbitro(s): Michel Vautrot (Francia) | Asistencia: 92.000 espectadores Árbitro(s): Michel Vautrot (Francia) |

| 23 de mayo de 1987, 15:00 | Escocia | 0:0     | Inglaterra | Hampden Park, Glasgow                                               |                                                                     |
|                           |         | Reporte |            | Asistencia: 64.713 espectadores Árbitro(s): Dieter Pauly (Alemania) | Asistencia: 64.713 espectadores Árbitro(s): Dieter Pauly (Alemania) |

| 26 de mayo de 1987, 20:00 | Escocia | 0:2 (0:0) | Brasil              | Hampden Park, Glasgow                                              |                                                                    |
|                           |         | Reporte   | Raí 51' · Valdo 80' | Asistencia: 41.384 espectadores Árbitro(s): Luigi Agnolin (Italia9 | Asistencia: 41.384 espectadores Árbitro(s): Luigi Agnolin (Italia9 |

## Tabla de posiciones
| Equipo     | Pts | PJ | PG | PE | PP | GF | GC | Dif |
| ---------- | --- | -- | -- | -- | -- | -- | -- | --- |
| Brasil     | 3   | 2  | 1  | 1  | 0  | 3  | 1  | +2  |
| Inglaterra | 2   | 2  | 0  | 2  | 0  | 1  | 1  | 0   |
| Escocia    | 1   | 2  | 0  | 1  | 1  | 0  | 2  | -2  |

## Goleadores
1 gol
- Gary Lineker
- Mirandinha
- Raí
- Valdo

| Predecesor: Copa Rous 1986 | Copa Rous III edición | Sucesor: Copa Rous 1988 |

- Datos: Q4583868